# ドゥニ・アルカン
ドゥニ・アルカン（Denys Arcand, 1941年6月25日 - ）は、カナダのケベック州出身の映画監督・脚本家。

## 略歴
モントリオール大学在学中に映画制作に興味を持つようになり、卒業後にカナダ国立映画センターに参加してドキュメンタリーを手がける。
『モントリオールのジーザス』でカンヌ国際映画祭審査員賞を、『みなさん、さようなら』でアカデミー外国語映画賞、カンヌ国際映画祭脚本賞とセザール賞を受賞している。
妻のドゥニーズ・ロベールは映画プロデューサー。

## 主な監督作品
- アメリカ帝国の滅亡（フランス語版） Le Déclin de l'empire américain (1986)
- モントリオールのジーザス（英語版） Jésus de Montréal (1989)
- しあわせの選択 Stardom (2000)
- みなさん、さようなら Les Invasions barbares (2003)